# Parlamentswahl in Ungarn 1947
Die Parlamentswahl in Ungarn 1947 war eine halbfreie Wahl in Ungarn und fand am 31. August 1947 nach Anordnung und unter massivem Druck der sowjetischen Besatzungsbehörde statt.
Die bei der Parlamentswahl am 4. November 1945 siegreiche Unabhängige Partei der Kleinlandwirte, der Landarbeiter und des Bürgertums (FKgP) war unter dem Druck zerbrochen und erhielt nur 15,4 Prozent der Wählerstimmen. Trotz des Klimas der Verunsicherung und Verängstigung erreichte die Ungarische Kommunistische Partei nur 22,3 Prozent Stimmenanteil, wurde aber damit stärkste Partei vor der Demokratischen Volkspartei mit 16,5 Prozent, der FKgP und den Sozialdemokraten mit 14,9 Prozent.
Am 12. Juni 1948 erfolgte die Vereinigung zwischen Kommunisten und Sozialdemokraten zur Partei der Ungarischen Werktätigen. Die Parlamentswahl am 15. Mai 1949 war eine Scheinwahl, die mit Einheitslisten durchgeführt wurde. Damit war die Gleichschaltung der politischen Parteien in Ungarn abgeschlossen.

## Ergebnisse
| Partei                                                                     | Stimmen   | %     | Sitze      | Sitze           | Sitze     | Sitze |
| Partei                                                                     | Stimmen   | %     | Wahlkreise | Nationale Liste | Insgesamt | ±     |
| -------------------------------------------------------------------------- | --------- | ----- | ---------- | --------------- | --------- | ----- |
| Ungarische Kommunistische Partei                                           | 1.111.001 | 22,25 | 79         | 21              | 100       | +30   |
| Demokratische Volkspartei                                                  | 824.259   | 16,50 | 58         | 2               | 60        | neu   |
| Unabhängige Partei der Kleinlandwirte, der Landarbeiter und des Bürgertums | 766.000   | 15,34 | 54         | 14              | 68        | −177  |
| Sozialdemokratische Partei Ungarns                                         | 742.171   | 14,86 | 53         | 14              | 67        | −2    |
| Ungarische Unabhängigkeitspartei                                           | 670.751   | 13,43 | 47         | 2               | 49        | neu   |
| Nationale Bauernpartei                                                     | 413.409   | 8,28  | 29         | 7               | 36        | +13   |
| Unabhängige Ungarische Demokratische Partei                                | 262.109   | 5,25  | 18         | 0               | 18        | neu   |
| Ungarische Radikale Partei                                                 | 85.535    | 1,71  | 6          | 0               | 6         | +6    |
| Christliche Frauenliga                                                     | 69.363    | 1,39  | 4          | 0               | 4         | neu   |
| Bürgerschaftlich-Demokratische Partei                                      | 49.740    | 1,00  | 3          | 0               | 3         | +1    |
| Ungültige Stimmen/Leere Stimmzettel                                        | 31.950    | –     | –          | –               | –         | –     |
| Insgesamt                                                                  | 5.026.288 | 100   | 351        | 60              | 411       | +2    |

Quelle: Nohlen, Stöver